# Монтаньяк де Шованс, Луиза Тереза де
 Луиза Тереза де Монтаньяк де Шованс  (фр. Louise Thérèse de Montaignac de Chauvance, 20.05.1820 г., Гавр, Франция - 27.06.1885 г., Монлюсон, Франция) — блаженная Римско-Католической Церкви, монахиня, основательница женской монашеской конгрегации «Сёстры Облатки Сердца Иисуса». 

## Биография
Луиза Тереза де Монтаньяк де Шованс родилась 20 мая 1820 в городе Гавр в семье государственного служащего. В 1848 году её семья вернулась на родину в город Монлюсон, область Бурбония. В 1830 году десятилетняя Луиза Тереза приехала к своей крестной матери в Невер, вместе с которой посещала монастырь женской монашеской конгрегации «Сёстры Пресвятой Девы Марии», находившийся в Париже. 
В 1842 году она заболела тяжёлой болезнью костей, которой она страдала до самой смерти. 8 сентября 1843 года Луиза Тереза приняла монашеские обеты. Через год её крёстная мать высказала Луизе Терезе своё желание основать монашескую конгрегацию, которая объединяла бы в своей деятельности монахинь и женщин-мирянок. 4 декабря 1845 года крёстная мать Луизы Терезы умерла, оставив свои планы по организации новой монашеской конгрегации Луизе Терезе, которая по благословении своего духовного отца, вступила в монастырь кармелиток и начала осуществлять планы своей крестной матери.
В феврале 1848 года Луиза Тереза вернулась в Монлюсон, чтобы начать там деятельность по организации новой конгрегации. Она основала приют для сирот, занималась катехизацией, помогала нуждающимся, проводила реколлекции для верующих. В июле 1863 года Луиза Тереза приняла на воспитание трёх детей своей умершей сестры. 
21 декабря 1874 года созданная ею благотворительная организация «Объединение Облаток Сердца Иисуса» была официально утверждена церковными властями. Эта конгрегация объединила в своей деятельности монахинь, живших по монастырскому уставу и женщин-мирянок, помогавшим им в их духовной и благотворительной деятельности. 17 мая 1880 Луиза Тереза стала генеральной настоятельницей конгрегации «Сёстры Облатки Сердца Иисуса». 4 октября 1880 года римский папа Лев XIII утвердил устав конгрегации. 
Луиза Тереза де Монтаньяк де Шованс умерла 27 июня 1885.

## Прославление
28 марта 1988 года начался процесс беатификации Луизы Терезы де Монтаньяк де Шованс. 4 ноября 1990 года она была причислена к лику блаженных в базилике святого Петра в Риме римским папой Иоанном Павлом II.
День памяти в Католической церкви — 27 июня.

## Источник
- La force de la foi : itinéraire spirituel de Louise-Thérèse de Montaignac — Philippe Ferlay — Paris : Médiaspaul ; Montréal : Éditions Paulines, 1990.
- Souvenirs Louise Thérèse De Montaignac de Chavance — Editions Vromant — 1931.
- Philippe Ferlay «Moc Wiary. Droga duchowa Ludwiki Teresy de Montaignac.». Lublin, 1990. S. 157,, il., 16.